# عبدالله پشیو
عبدالله پَشیو (به کردی: عه‌بدوڵڵا په‌شێو Abdulla Pashew) از بلندآوازه‌ترین شاعران معاصر کرد است. وی شاعری عاصی و مبارز است. انتقادهای شدیدش به شیوهٔ حکومت مداری سران اقلیم کردستان وی را به شاعری سیاسی بدل کرده‌است. اشعار وی به زبان کُردی و سبک شعر نو می‌باشد.

## زندگی
پشیو سال ۱۹۴۶ در روستای بیرکوت (Berkot) زاده شد. تحصیلاتش را در اربیل آغاز کرد. سال ۱۹۶۳ به فعالیت‌های حزبی روی آورده و در همان سال نخستین شعرش را منتشر کرد. سال ۱۹۶۶ وارد دانشگاه تربیت معلم شد. اولین مجموعه شعرش را به نام «اشک و زخم» در سال۱۹۶۷ منتشر ساخت. سال ۱۹۶۸ دومین دفتر شعرش را منتشر می‌کند؛ «بت شکسته» و در آن سال فعالیت‌های سیاسی را رها کرده و بعدها در مقامِ منتقدی ای عصیانگر به سرانِ حکومت اقلیم کردستان عراق می‌تازد. سالهای ۱۹۷۰ تا ۱۹۷۳ را در حومه اربیل به شغل معلّمی می‌پردازد. سال ۱۹۷۳ برای ادامه تحصیل راهیِ مسکو می‌شود. سال ۱۹۷۹ از آکادمی «» عالی در رشته مترجمی زبان انگلیسی ـ روسی فارغ‌التحصیل می‌شود. در همان اوان دیوان شعر «درس‌های دوازده‌گانه برای کودکان» را منتشر می‌کند، که خود از آن به عنوان نقطه عطفی در زندگی ادبی اش یاد می‌کند. سال ۱۹۸۳ از بخش خاورشناسیِ دانشگاه مسکو، دانشنامهٔ دکترای زبان و ادبیات کردی را دریافت می‌کند. از سال ۱۸۸۵ تا ۱۹۹۰ در دانشگاه الفاتح کشور لیبی به عنوان استاد ادبیات تطبیقی به تدریس می‌پردازد. وی از سال ۱۹۹۵ در کشور فنلاند، شهر هلسینکی ساکن است.
پشیو عشق به انسان و عشق به خاک (موطن) را در دو کفهٔ ترازو نهاده و هر دو را در اوجِ کلام و احساسِ شعرش برجسته کرده کرده‌است. وی شاعری صادق متعهّد به ملّت است و به مخاطبینش بسیار ارج می‌نهد. او همیشه در جنگ با وضعیّت موجود بوده تا آن را بهبود بخشد. پشیو نگاه‌های رُمانتیکی، تشریح روان‌شناسی، مشکلات روحی، عشق و مبارزه را در هم تنیده و مایهٔ اشعارش را از آن گرفته‌است.
پشیو علاقه و ارتباط روحی شدیدی به زرتشت به عنوان پیامبر روشنایی دارد، تا جایی که تنها فرزندش (دخترش) را "اوستا" نام نهاده است. در شعری تحت عنوان "هەولێر لە یەکی شوبات‌دا" نام دخترش را ذکر کرده است؛ "... ئاڤێستا لێم دەپرسێ/ بابە! کەسیان دەناسی؟/ لە پڕمەی گریان دەدەم..." (ترجمە فارسی: ...اوستا می پرسد/ پدر! کسی از این جمع را می شناسی؟/ هِق هِق گریه ام می ترکد...) 

## آثار
آثار عبدالله پشیو به ترتیب اولین چاپ:
1. فرمێسک و زام ۱۹۶۷ ـ (به فارسی: اشک و زخم) ـ کرکوک
2. بتی شکاو ۱۹۶۸ ـ (به فارسی: بت شکسته) ـ کرکوک
3. شه‌ونامهٔ شاعیرێکی تینوو ۱۹۷۲ـ (به فارسی: شب نامهٔ شاعری تشنه) ـ بغداد
4. دوازده وانه بۆ مناڵان و چه‌ند شێعرێکی قه‌ده‌غه ۱۹۷۹ ـ (به فارسی: درس‌های دوازده‌گانه برای کودکان) ـ برلین
5. شه‌و نیه خه‌ونتان پێوه نه بینم ۱۹۸۰ ـ (به فارسی: شبی نیست خوابتان را نبینم) ـ بغداد
6. دیوانی براکوژی ۱۹۹۴ ـ (به فارسی: دیوان برادرکُشی) ـ اربیل
7. برووسکه چاندن ۲۰۰۰ ـ (به فارسی: کاشتنِ آذرخش) ـ سوئد
8. به‌ره‌و زه‌رده‌په ڕ ۲۰۰۱ ـ (به فارسی: در آستانِ شامگاه) ـ سوئد
9. پرێسکهٔ عاشقێکی زگماک ۲۰۰۶ ـ (به فارسی: کوله بار یک عاشق مادرزاد) ـ کردستان عراق
10. پشت له نه‌وا و روو له کڕێوه ۲۰۰۶ ـ (به فارسی: پشت به آرامش، رو به کولاک ـ مجموعه اشعارِ ۱۹۶۵ تا ۱۹۷۹) ـ اربیل
11. هه‌سپم هه‌وره و رکێفم چیا ۲۰۰۶ ـ (به فارسی: اسبم ابر است و رکابم چَکاد ـ مجموعه اشعارِ ۱۹۸۰ تا ۲۰۰۵) ـ اربیل
12. پووشکین، ژیان و به‌رهه‌می شاکاری ۱۹۸۳ ـ س.م. پێتڕۆف ـ وه‌رگێڕان: محه‌ممه‌دی مه‌لاکه‌ریم و عه‌بدوڵڵا په‌شێو (به فارسی: زندگی و اشعارِ ناب پوشکین ـ س.م. پتروف ـ ترجمه: محمد ملاکریم و عبدالله پشیو (بخش اشعار)) ـ بغداد
13. سه‌وڵم پۆڵا و که‌ناریش دوور ۲۰۱۹ ـ (به فارسی: پارویم پولاد و ساحل دور) ـ کردستان عراق

او همچنین به ترجمه از آثار والت ویتمن و الکساندر پوشکین نیز پرداخته‌است.

## نمونه شعر
۱قیبله نمای دل

## (شرط)
من دشمنِ رهبرانِ دیکتاتورِ زمان
ـ سایه‌های خدا بر زمین ـ
نیستم.
به آن شرط امّا
که کودکان
دیکتاتور باشند!

## (سرباز گمنام)
وقتی هیئتی به کشوری می‌رود
برای مزارِ سرباز گمنام
تاجِ گُلی می‌برد.
فردا اگر هیئتی
به میهنِ من آید و
از مزارِ سریبازِ گمنامم بپرسد…
می گویَمَش:
سرورم!
بر لب هر جویباری
بر سکوی هر مسجدی
بر آستانِ هر خانه ای…
هر کلیسا و کُنشتی
هر غار و هر اَشکفتی
بر صخرهٔ هر کوهساری
بر درختِ هر بیشه زاری
روی وجب وجبِ این خاک
زیرِ جای جایِ این آسمان…
اندیشه مدار!
اندی سر فرو دار و
تاجِ گُل را
فرو بگذار!

## ترجمه آثار به زبان فارسی
1. کوله بارِ یک عاشق مادرزاد[۶]؛ گزیده اشعار عبدالله پشیو، ترجمه: رضا کریم مجاور
2. زمانی گڕ[۷] (زبان شعله)؛ شعر دو زبانه عبداله پشیو، ترجمه: رضا کریم مجاور
3. کاشتن رعد[۸]؛ گزیده اشعار عبدالله پشیو، ترجمه: نیروان رضایی
4. صدها سال است آواره ام، محمد محبی نشر ایجاز ۱۳۹۸

## مانیفست کوبانی
وی پس از آزادسازی شهر کوبانی توسط رزمندگان کُرد از دست داعش یادداشتی تحت عنوان «مانیفست کوبانی» منتشر کرد:
http://www.pashew.com/web_documents/kobane_pdf.pdf
ترجمه فارسی منیفست کوبانی را در این آدرس ملاحظه کنید:
https://web.archive.org/web/20170915204120/http://www.nnsroj.com/fa/detiles.aspx?id=7860&ID_map=28

## در مورد پشیو
1. عه بدوڵڵا په شێو شاعیرێک له ڕه گه زی سه ر بزێوی ـ کۆکردنه وه ی: زیاد نادر عاللایی ـ خانهٔ ئه ربیل، ۲۰۱۳ (به فارسی: عبدالله پشیو شاعری از تبار عصیان ـ گردآوری: زیاد نادر عاللایی ـ انتشارات خانهٔ اربیل، ۲۰۱۳ ـ مجموعه مقالات نگاشته شده در مورد عبدالله پشیو)

## پایگاه اینترنتی شاعر
```
http://www.pashew.com/%27%27%27%5Bپیوند+مرده%5D
```